# 考珀站
考珀站（/ˈkaʊpər/）是一個位於愛爾蘭都柏林的都柏林轻轨站，在2004年通車。車站命名自附近的考珀路（Cowper Road），該街道以威廉·考珀-坦普爾命名，他是該地的前地主。雖然他名稱發音為「Cooper」，但車站發音則是「Cowper」。